# Wasenmühle (Bad Windsheim)
Wasenmühle ist ein Wohnplatz der Stadt Bad Windsheim im Landkreis Neustadt an der Aisch-Bad Windsheim (Mittelfranken, Bayern). Wasenmühle liegt in der Gemarkung Ickelheim.

## Geographie
Die Einöde liegt in der Windsheimer Bucht am Erlenbach (im Unterlauf Linkenbach genannt), einem rechten Zufluss der Aisch. Eine Gemeindeverbindungsstraße führt nach Ickelheim zur Staatsstraße 2253 (0,5 km nordöstlich) bzw. an der Penleinsmühle vorbei nach Sontheim zur Kreisstraße NEA 39 (1,2 km südlich).

## Geschichte
Gegen Ende des 18. Jahrhunderts gehörte die Wasenmühle zur Realgemeinde Ickelheim. Das Anwesen hatte das Vogteiamt Ickelheim des Deutschen Ordens als Grundherrn.
Im Rahmen des Gemeindeedikts wurde Wasenmühle dem 1808 gebildeten Steuerdistrikt Ickelheim und der 1811 gebildeten Ruralgemeinde Ickelheim zugeordnet.
1947 brannte die Mühle aus. Im Zuge der Gebietsreform in Bayern wurde Ickelheim mit der Wasenmühle am 1. Juli 1976 nach Bad Windsheim eingemeindet. Bis 1990 wurde die Mühle als Schneidmühle betrieben.

## Einwohnerentwicklung
| Jahr      | 001818 | 001836 | 001840 | 001871 | 001885 |
| Einwohner | 5      | 6      | 6      | 8      | 12     |
| Häuser    | 1      | 1      | 1      |        | 1      |
| Quelle    | [ 7 ]  | [ 8 ]  | [ 9 ]  | [ 10 ] | [ 11 ] |

## Religion
Der Ort ist evangelisch-lutherisch geprägt und bis heute nach St. Georg (Ickelheim) gepfarrt. Die Katholiken sind nach St. Bonifaz (Bad Windsheim) gepfarrt.

## Weblink
- Wasenmühle in der Ortsdatenbank von bavarikon, abgerufen am 20. August 2021.